# Alojz Valenčič
Alojz Valenčič, slovenski rodoljub, član organizacije TIGR, * 9. september 1896, Trst, † 6. september 1930, Bazovica. 

## Življenje in delo
Rodil se je v družini malega tržaškega trgovca. Ljudsko šolo in dva razreda gimnazije (1909-1911) je obiskoval v rojstnem mestu, nato je staršem pomagal v trgovini. Leta 1914 je bil vpoklican v avstrijsko vojsko in bil na ruskem bojišču ranjen. Po vojni se je zaposlil v tovarni strica A. Urbančiča na Baču pri Knežaku. 
Kmalu po požigu tržaškega Narodnega doma se je priključil slovenski ilegalni organizaciji, ki se je v okolici Pivke spontano organizirala za boj proti fašističnemu raznarodovanju na Primorskem in Istri. Ob združitvi vseh primorskih in istrskih ilegalnih skupin v narodnorevolucionarno organizacijo TIGR je Valenčič skupaj z J. Vadnajalom vodil delo pivške organizacije.
V začetku leta 1930 je z J. Vadnjalom organiziral izdelavo dveh eksplozivnih teles, ki so ju so izdelali v Urbančičevi delavnici na Baču. Valenčič je pomagal pri izdelavi, nato pa ju je v spremstvu karabinjerjev pod pretvezo, da prevaža veliko vsot denarja pripeljal v Trst, ter se tako izognil pregledu tovora na mitnici. Obe eksplozivni telesi so Ferdo Bidovec, Fran Marušič in Zvonimir Miloš uporabili 6. januarja in 10. februarja 1930 za demonstrativno razstrelitev svetilnika zmage v Trstu in uredništva časopisa Il Popolo di Trieste.
Sledile so množične aretacije. Valenčiča so aretirali 17. aprila na vlaku, ko se je peljal iz Trsta, Vadnjalu pa je uspelo pobegniti v Jugoslavijo. Posebno fašistično sodišče za varnost države v Trstu je na 1. tržaškem procesu, ki je trajal od 1. do 5. septembra 1930 Bidovca, Marušiča, Miloša in Valenčiča obsodilo na smrt. Naslednji dan so bili ustreljeni na gmajni pri Bazovici. 

## Odlikovanja in nagrade
Leta 1997 je prejel zlati častni znak svobode Republike Slovenije z naslednjo utemeljitvijo: »ob petdesetletnici priključitve Primorske Sloveniji za zasluge v zmagovitem boju proti nacifašizmu ter za zvestobo slovenstvu v najhujših časih potujčevanja«.